# Kámai-víztározó
A Kámai-víztározó (oroszul: Камское водохранилище) Oroszországban, a Káma folyón kialakított vízlépcsősor része, elsőként megépített nagy víztározója. (A másik két tározó a Votkinszki- és a Nyizsnyekamszki-víztározó).

## Földrajz
A Kámai-vízerőmű (eredetileg 504 MW; 2014 végén 543 MW) és gátja a Csuszovaja torkolata alatt, Perm északi külvárosának körzetében épült. A víztározó feltöltését 1954 tavaszán kezdték meg, elárasztása előtt több települést vagy településrészt új helyre költöztettek. 1956 tavaszára érték el a szükséges, 108 m abszolút magasságban meghatározott vízszintet. 
Ennél a vízszintnél a vízfelszín területe: 1915 km². A víztározó befogadóképessége 12 200 millió m³; átlagos mélysége 6,5 m, maximális mélysége 30 m; hossza a mederben 372 km. Északon Bereznyikiig terjed, de a visszaduzzasztó hatás még tovább, a Visera torkolatáig érvényesül. Vízgyűjtő területe (167 200 km²) jobb oldalon a Kelet-európai-síkság egy részére, bal oldalon az Urál előhegyeire és nyugati lejtőire terjed ki.

## Mellékfolyók
Közvetlenül a víztározóba torkolló nagyobb folyók:
- jobbról a síksági, lassú folyású Kondasz, Inyva, Csermoz és Obva;
- balról az Urálban eredő, nagyobb vízhozamú Jajva, Koszva és Csuszovaja (a Szilvával).

A mellékfolyók torkolati szakasza 50–140 km hosszban a visszaduzzasztás hatására öböllé szélesedik.
A part menti városok: Bereznyiki, Uszolje, Dobrjanka, Perm.

## Hasznosítás
A vízszintet a szezonnak és az energiaszükségletnek megfelelően szabályozzák. Tél végére a kevés vízutánpótlás és a vízerőmű működtetése miatt a vízszint 7–8 m-rel csökken. A tavaszi áradás idején a vízhozam mintegy harmadát visszatartják a tározóban, és a szezon alatt visszanyerik a télen „elveszített” vízmennyiséget. 
A tározó elsődleges célja a Kámai-vízerőmű működéséhez, a villamosenergia termeléséhez szükséges víztömeg, vízi energia biztosítása. Emellett a folyó vízállásának szabályozása állandó víztartalékot jelent a nagy ipari üzemek (pl. a bereznyiki vegyipari kombinátok) számára. A tározó partján, Dobrjankában nagy teljesítményű hőerőmű is működik. 
A víztározó révén egészen az északi Szolikamszkig 3,6 m mély vízi út jött létre, ami lehetőséget ad a fa- és vegyipari termékek déli és a gabonafélék északi irányú olcsó és biztonságos szállítására.